# Сем Фендер
Сем Фендер (англ. Sam Fender, нар. 25 квітня 1994) — британський музикант, співак, автор пісень, який виконує музику у стилі альтернативний рок. Його сингл «Play God» був у плейлисті відеогри FIFA 19. Виграв премію «Вибір критиків» на «Brit Awards» у 2019 році.

## Життєпис
Фендер виростав в Норт-Шілдсі, що в північній Англії. Навчався в школах «John Spence Community High School» та «Whitley Bay High School».
Фендер походить з музичної сім'ї. Його батько Алан та брат Ліам є співаками та авторами пісень. Ліам також грає на барабанах та фортепіано. В 2011 році Фендер з'явився у першій серії британського серіалу «Vera», де зіграв Люка Армстронга.

## Дискографія

### Альбоми
- Hypersonic Missiles (2019)
- Seventeen Going Under (2021)

### Мініальбом
- Dead Boys (2018)